# A century of progress
A Century of Progress International Exposition var en verdensudstilling afholdt i Chicago fra 1933 til 1934, for at fejre byens 100-års jubilæum. Udstillingens tema var teknologisk innovation. Mottoet for udstillingen var "Videnskaben finder, Industrien sammensætter, mennesket tilpasser". 
Udstillingsbygningerne havde generelt et lineært Art deco design. Et af de mest besøgte steder på udstillingen var The Midway, fyldt med forlystelsessteder og klubber. Her optrådte kommende stjerner som Judy Garland, The Cook Family Singers og The Andrews Sisters. Der var også udstillinger, der ville virke chokerende på nutidens publikum, blandt andet nedværdigende potræteringer af Afro-amerikanere og en "lilleput by" med dværge.  
Udstillingen indeholdt modeller af landsbyer fra Tyskland, England, Belgien, Schweiz, Spanien, Tunesien, Italien, Holland og Mexico og modeller af gader i Paris og Shanghai. 

## Eksterne Henvisninger
- 1933/1934 Chicago World's Fair hjemmesideArkiveret 30. maj 2012 hos  Wayback Machine
- Panorama billeder af Century of Progress Arkiveret 5. juni 2011 hos  Wayback Machine
- Interactivt kort over Century of Progress udstillingen Arkiveret 5. juni 2011 hos  Wayback Machine

| Kultur | Spire Denne artikel om kultur er en spire som bør udbygges. Du er velkommen til at hjælpe Wikipedia ved at udvide den. |

41°51′38″N 87°36′41″V / 41.860555555556°N 87.611388888889°V